# بايرون مكندلز
بايرون مكندلز (بالإنجليزية: Byron McCandless)‏ هو ضابط أمريكي، ولد في 5 سبتمبر 1881 في إنديكوت في الولايات المتحدة، وتوفي في 30 مايو 1967 في Mariposa, California ‏ في الولايات المتحدة.